# Mamiya

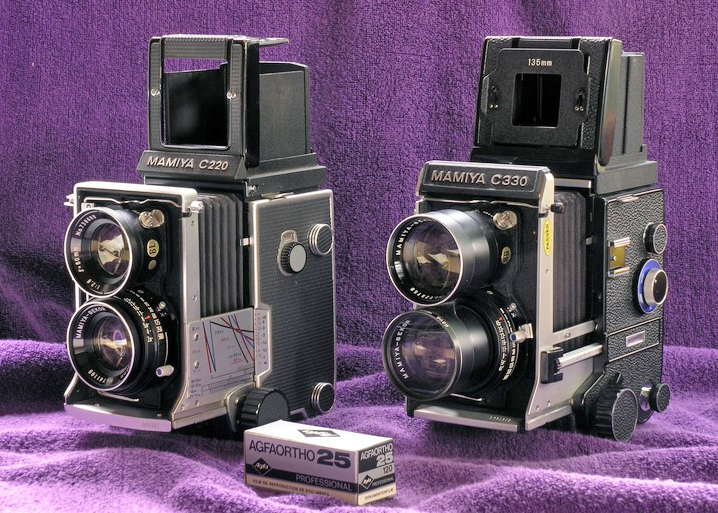
Среднеформатные фотоаппараты Mamiya C220 и C330.

Mamiya Camera company (яп. マミヤ・デジタル・イメージングー株式会社) — японская компания, являющаяся подразделением датской компании Phase One A/S. Производит фотоаппараты для профессионалов, фототовары и оптическое оборудование. Компании принадлежат два завода, на которых работает более 200 человек.

## История
Компания была основана в мае 1940 года конструкторами фотоаппаратов Сэйити Мамией (Seiichi Mamiya) и Цунэдзиро Сугаварой (Tsunejiro Sugawara), который предоставил финансирование новой компании. Первой моделью компании стал фотоаппарат Mamiya 6. За следующие 20 лет компания продала 400 тысяч фотоаппаратов.
После окончания Второй мировой войны компания получила крупный заказ от управления закупок армии США. После исполнения этого заказа компания построила новый завод в Токио.
В 1949 году Mamiya начала производство фотоаппаратов с форматом плёнки 35 мм.
В 1950 году Mamiya открыла свои офисы в Нью-Йорке и Лондоне. В 1951 году акции компании получили листинг на Токийской фондовой бирже.
В 1960-е годы компания начала выпуск форматных камер: Mamiya Flex PF (январь 1962 года) специально для полиции с форматом плёнки 105 мм, пресс-камера Mamiya Press (август 1962 года) для журналистов с форматом 90 мм, и другие модели.
В 1970 году компания начала продажи среднеформатного однообъективного зеркального фотоаппарата RB67. Модель впервые в мире использовала кассетную часть поворотной конструкции, допускавшей выбор вертикальной или горизонтальной ориентации кадра без поворота всего фотоаппарата.
В 1975 году компания представила компактную камеру Mamiya 645 формата 6×4,5. В 1982 году появилась Mamiya RZ67 с электро-механическим управлением и 35 мм Mamiya ZM. Mamiya ZM стала последней камерой 35 мм формата, которую производила Mamiya. В 1984 году обанкротился основной дистрибьютор — компания Osawa, и Mamiya прекратила производство 35 мм камер.
В 1989 году компания создала новую версию Mamiya 6 — дальномерную камеру со сменным объективом. В 1992 году появилась Mamiya 645 Pro, а в 1993 году — Mamiya 6 MF (мультиформатная 6×6, 6×4,5, 35 мм).
Компания Mamiya Digital Imaging Co., Ltd. начала выпуск цифровых фотоаппаратов.
В 2004 году появились Mamiya ZD Digital Back со сменным цифровым задником. Матрица производства компании Dalsa — 22 миллиона пикселей.
Весной 2009 года компания Phase One A/S стала ведущим акционером компании Mamiya Digital Imaging, приняв на себя «стратегическое руководство», маркетинг и распределение работ.
В сентябре 2009 года компании Phase One, Mamiya и Schneider Kreuznach. объявили о совместной работе над цифровыми камерами среднего формата. В четвёртом квартале 2009 года начнутся поставки фотоаппарата под торговыми марками Phase One 645DF и Mamiya 645DF с объективами Schneider Kreuznach.
В 2010 году был изменён логотип компании — для названия выбрали шрифт без острых углов; красный цвет букв оставили без изменений.
В 2015 году компания Phase One купила Mamiya и стала использовать завод в Саку как главный офис в Японии.

## Продукция

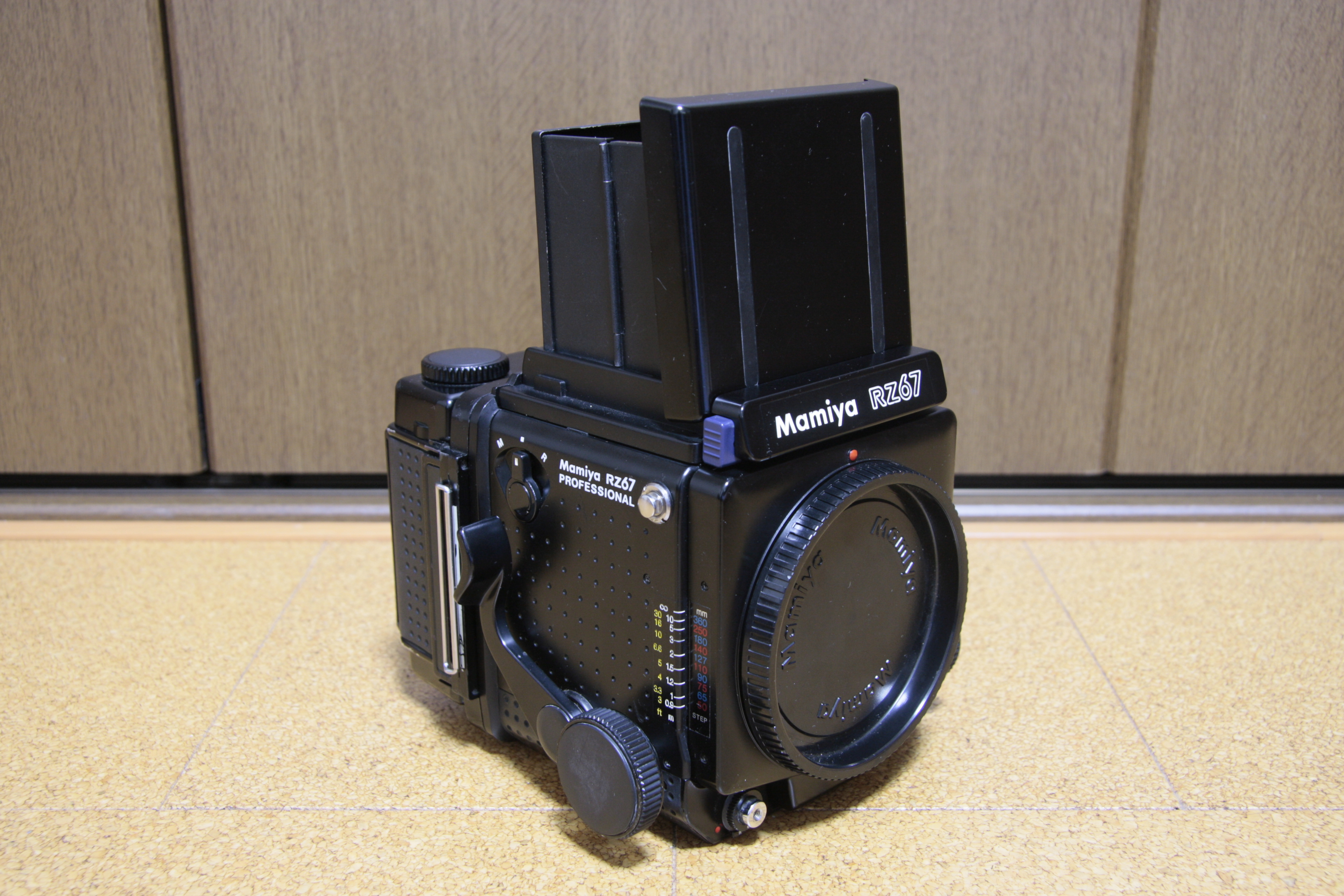
Mamiya RZ67 Professional

По состоянию на 2010 год компания выпускала:

### Формат 6×4,5
Mamiya 645 серия с ручной фокусировкой
- M645 производилась с 1975 года по 1987 год. Облегчённая версия. Не имела сменного задника.
- M645 1000S производилась 1976 года по 1990 год. Облегчённая версия. Не имела сменного задника.
- M645J производилась 1979 года по 1982 год. Базовая версия. Не имела сменного задника.
- Mamiya 645 Super производилась 1985 года по 1993 год.
- Mamiya 645 Pro производилась 1993 года по 1998 год.

- Mamiya 645 Pro-TL производилась с 1997 года.
- Mamiya 645E производилась с 2000 года. Базовая версия. Не имела сменного задника. Пользуется популярностью у любителей.

Mamiya 645 серия с автофокусом
- Mamiya 645AF производилась с 1999 года.
- Mamiya 645AFD производилась с 2001 года.
- Mamiya 645AFD II производилась с 2005 года.
- Mamiya 645AFD III производилась с июня 2008 года.
- Mamiya 645AFD II с матрицей 22 Мп.

### Формат 6×6
- 6/6MF — дальномерная камера с форматами 6×6, 6×4,5, и 35 мм.
- Mamiya C — двухобъективная зеркальная камера с форматом 6×6

### Формат 6×7
- RB67/Pro-S/Pro-SD — камера с механическим затвором и с одним объективом
- RZ67 Pro I/II/IID — камера с электронноуправляемым затвором и с одним объективом
- 7/7 II — дальномерная камера с электронноуправляемым затвором

### Цифровые
- Mamiya RZ33 — размер матрицы 48×36 мм. С июля 2010 года[5].
- Mamiya RZ22 — размер матрицы 48×36 мм. Впервые представлена в октябре 2010 года[6].